# Ilmenau (Geiselwind)
Ilmenau ist ein Gemeindeteil des Marktes Geiselwind im Landkreis Kitzingen (Unterfranken, Bayern). Die Gemarkung Ilmenau hat eine Fläche von 2,097 km². Sie ist in 208 Flurstücke aufgeteilt, die eine durchschnittliche Fläche von 10079,85 m² haben. Von Nordosten ragen die ehemaligen Flurlagen des im 14. Jahrhundert aufgegebenen Dorfes Horb in die Gemarkung.

## Geografische Lage
Das Kirchdorf liegt im Norden des Geiselwinder Gemeindegebietes in einer Hochmulde zwischen den Wäldern des Steigerwalds. Die Kreisstraße BA 44/KT 53 führt nach Großbirkach zur Staatsstraße 2258 (1,6 km westlich). Die Kreisstraße KT 47/BA 44 führt nach Füttersee zur St 2258 (1,7 km südwestlich) bzw. nach Mittelsteinach (3,3 km nordöstlich). Die Kreisstraße KT 49 führt nach Burggrub (1,7 km südöstlich). Seit 1984 ist eine alte Eiche zum Naturdenkmal erklärt. Sie befindet sich südlich von Ilmenau und prägt die Landschaft in der Gemarkung des Ortes. 

## Geschichte
Ilmenau wurde als Weilerdorf in einer Hochmulde angelegt. Im Jahr 1174 wird er als „Ilminowa“ erstmals urkundlich erwähnt. Der dem Ortsnamen zugrunde liegende Flurname bezeichnet eine Aue, die mit Ulmen bestanden ist.
1298 wurde der Ort „Ilmenawe“ genannt. Laut dieser Urkunde übergab Graf Heinrich II. zu Castell  dem Zisterzienserkloster Ebrach mehrere Rechte an dem Dorf. Um das Jahr 1300 war Ilmenau dennoch Teil der Grafschaft Castell, später erhielten die Mönche des Klosters die Herrschaft über das Dorf. Zu Beginn des 16. Jahrhunderts lag der Ort verlassen und wurde „Ilmenawe, villa desolata est“ (lat. „Ilmenau, ist ein verlassenes Dorf“) bezeichnet, die Gründe sind unklar. 1557 werden allerdings wieder sieben Lehen in Ilmenau verzeichnet. Zwischen 1600 und 1628 kam es zum Prozess zwischen Hans Sigmund von Crailsheim und dem Hochstift Würzburg. Dabei erwähnte man auch die Wüstung Ilmenau. Noch Mitte des 17. Jahrhunderts lag das Dorf wüst. Erst nach dem Dreißigjährigen Krieg begann die Wiederbesiedlung.
Gegen Ende des 18. Jahrhunderts bestand Ilmenau aus neun Anwesen und einem Gemeindehirtenhaus. Die Hochgerichtsbarkeit übte das würzburgische Cent Schlüsselfeld aus. Grundherren waren das Kammeramt Burghaslach (1 Gütlein), das Kloster Ebrach (5 Sölden), die Grafen von Castell-Remlingen (2 Sölden) und die Freiherren von Pöllnitz zu Aschbach (1 Gut). Die Dorf- und Gemeindeherrschaft hatten die Grundherren gemeinsam inne.
Im Jahre 1802 kam Ilmenau zum Herzogtum Bayern. Im Rahmen des Gemeindeedikts entstand der Steuerdistrikt und die Ruralgemeinde Ilmenau. Sie war in Verwaltung und Gerichtsbarkeit von 1804 bis 1812 dem Landgericht Ebrach zugeordnet und in der Finanzverwaltung dem Rentamt Ebrach. In der freiwilligen Gerichtsbarkeit unterstand der Ort dem Patrimonialgericht I. Klasse Bimbach. Ab 1812 war das Landgericht Burgebrach und das Rentamt Burgwindheim zuständig (1919–1928: Finanzamt Burgwindheim, 1928–1945: Finanzamt Bamberg-Land, 1945–1973: Finanzamt Bamberg). Ab 1862 war für die Verwaltung das Bezirksamt Bamberg II zuständig (1929 vom Bezirksamt Bamberg abgelöst, 1939 in Landkreis Bamberg umbenannt). Die Gerichtsbarkeit blieb bis 1879 beim Landgericht Burgebrach, von 1880 bis 1932 war das Amtsgericht Burgebrach zuständig, von 1932 bis 1973 das Amtsgericht Bamberg, seitdem ist es das Amtsgericht Kitzingen. 1964 hatte die Gemeinde eine Gebietsfläche von 2,100 km². Am 1. Januar 1978 wurde Ilmenau im Zuge der Gebietsreform in Bayern nach Geiselwind eingemeindet.

### Baudenkmäler
- Die katholische Filialkirche ist dem heiligen Laurentius geweiht. Sie entstand im 18. Jahrhundert, nachdem ein Vorgängerbau abgerissen worden war. Ein Turm mit sechseckigem Dachreiter und die schiefergedeckte Kuppel sind die herausragenden architektonischen Gliederungselemente des Kirchleins. Ein großes Muschelkalkkreuz aus dem 19. Jahrhundert wurde in die Friedhofsmauer eingelassen.[14] Am Wochenende des ersten Sonntags im August wird Kirchweih gefeiert.

### Einwohnerentwicklung
| Jahr      | 1818   | 1840   | 1852   | 1855   | 1861   | 1867   | 1871   | 1875   | 1880   | 1885   | 1890   | 1895   | 1900   | 1905   | 1910   | 1919   | 1925   | 1933   | 1939   | 1946   | 1950   | 1952   | 1961   | 1970   | 1987   | 2025  |
| Einwohner | 59     | 85     | 104    | 107    | 101    | 102    | 100    | 94     | 114    | 112    | 100    | 83     | 71     | 90     | 96     | 97     | 90     | 90     | 83     | 122    | 111    | 93     | 89     | 100    | 63     | 72    |
| Häuser    | 16     |        |        |        |        |        | 17     |        |        | 18     | 18     |        | 17     |        |        |        | 16     |        |        |        | 17     |        | 19     |        | 18     |       |
| Quelle    | [ 10 ] | [ 16 ] | [ 16 ] | [ 16 ] | [ 17 ] | [ 18 ] | [ 19 ] | [ 20 ] | [ 21 ] | [ 22 ] | [ 23 ] | [ 16 ] | [ 24 ] | [ 16 ] | [ 25 ] | [ 16 ] | [ 26 ] | [ 16 ] | [ 16 ] | [ 16 ] | [ 27 ] | [ 16 ] | [ 11 ] | [ 28 ] | [ 29 ] | [ 2 ] |

## Bildung
Ilmenau liegt heute im Sprengel der Drei-Franken-Grundschule im Hauptort Geiselwind. Ab der 5. Klasse besuchen die Kinder die Nikolaus-Fey-Mittelschule in Wiesentheid. Weiterführende Schulen können mit der Mädchenrealschule in Volkach, der Realschule in Ebrach und mit der Realschule in Dettelbach besucht werden. Gymnasien gibt es in Münsterschwarzach (Egbert-Gymnasium), Volkach-Gaibach (Franken-Landschulheim Schloss Gaibach), Wiesentheid (Steigerwald-Landschulheim) und Kitzingen (Armin-Knab-Gymnasium). Bereits in Mittelfranken liegt das Gymnasium Scheinfeld.

## Religion
Ilmenau ist römisch-katholisch geprägt und bis heute nach St. Burkard (Geiselwind) gepfarrt.